# Lafleur (restaurant)
Pour les articles homonymes, voir Lafleur.
Lafleur est une importante chaîne de restauration rapide québécoise.  
Le menu est typique des casse-croûtes québécois : il comporte des hot dogs (« steamés », « toastés », « Michigan », etc), des hamburgers, des frites, et la classique poutine. 

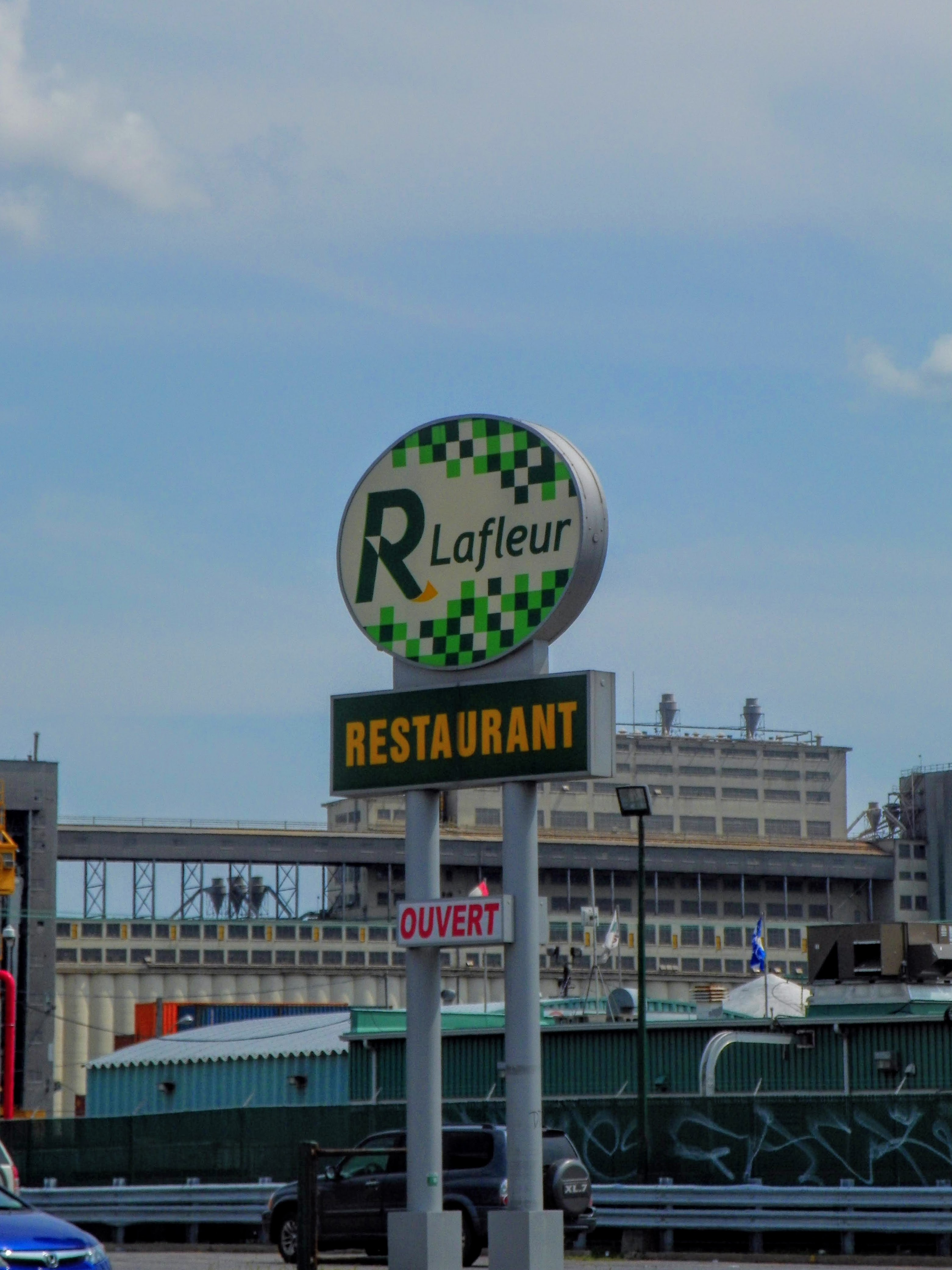
Enseigne d'une succursale dans le port de Montréal.

## Historique
Le premier restaurant de la chaîne, une « voiture à patates », fut ouvert par Denis Vinet le 1er mai 1951. Dix ans plus tard, il ouvrait un casse-croûte sur le boulevard Lafleur à LaSalle, boulevard qui donna son nom à l'entreprise.  Aujourd'hui, la chaîne compte 17 succursales, toutes situées dans le Grand Montréal, et emploie 400 personnes. 
L'entreprise est actuellement en mode expansion. Une cuisine centrale est actuellement en construction : elle fabriquera et distribuera l'ensemble des aliments requis dans les succursales de la chaîne. De plus, un concept de franchises est en cours d'élaboration.[Quand ?]